# Richard Babka
Richard Babka (Cheyenne, 23 de septiembre de 1936 - 15 de enero de 2022) fue un atleta estadounidense, especializado en la prueba de lanzamiento de disco en la que llegó a ser subcampeón olímpico en 1960.

## Carrera deportiva
En los JJ. OO. de Roma 1960 ganó la medalla de plata en el lanzamiento de disco, con una marca de 58.02 metros, tras su compatriota Al Oerter que con 59.18 m batió el récord olímpico, y por delante de otro estadounidense Dick Cochran.